# Эскюдье, Леон
Жак-Виктор-Леон Эскюдье (фр. Léon Escudier; 17 сентября 1821, Кастельнодари, Лангедок-Руссильон — 22 июня 1881, Париж) — французский журналист, музыкальный критик, музыковед
 и издатель.

## Биография
Вместе со своим братом Мари в 1837 году отправился из провинции в Париж, где занялся журналистской деятельностью.
В 1838 году братья основали музыкальный журнал «La France musicale», учредили музыкальное издательство, занимавшееся публикацией произведений Дж. Верди. Все работы Верди были включены в каталог Escudier. Благодаря братьям популярность Дж. Верди как ведущего композитора итальянской оперы выросла по всей Европе.
Сотрудничал с различными политическими газетами. В 1850—1858 годах с братом редактировал «Le Pays» и «Journal de l’empire».
В декабре 1860 года основал музыкальный журнал «L’Art».
В 1862 году братья разошлись, и Леон, оставивший издательскую фирму за собой, начал издавать новый музыкальный журнал «L’art musical», который прекратил издаваться после его смерти в 1881 году.
В 1876—1878 годах Леон Эскюдье руководил музыкальным залом Театра итальянской комедии в Париже, где ставил оперы Верди.

## Избранные сочинения (в соавт. с братом)
- «Etudes biographiques sur les chanteurs contemporains» (1840);
- «Dictionnaire de musique d’après les theoriciens, historiens et critiques les plus célèbres» (1844, 2 т.; 2-е изд. под загл.: «Dictionnaire de musique sthéorique et historique», 1858);
- «Rossini, sa vie et ses oeuvres» (1854);
- «Vie et aventures des cantatrices célèbres»…. (1856).